# Michel Ferry (réalisateur)
Pour les articles homonymes, voir Ferry.
Michel Ferry est un réalisateur français.

## Biographie
Michel Ferry a travaillé comme assistant à partir des années 1980, notamment auprès de Louis Malle.
Il a réalisé trois longs métrages, dont Aller simple pour Manhattan (2002), qui a bénéficié d'un accueil critique généralement favorable.

## Filmographie

### Courts métrages
- 1997 : Les Jardins du bonheur
- 2005 : 26 fois Louis Malle
- 2008 : Sur les Origines de My Dinner with André
- 2008 : Ne me parlez pas de moi
- 2008 : Fiction et Réalité

### Longs métrages
- 1997 : Hantises (d'après la nouvelle de Guy de Maupassant, Le Horla)[3]
- 2002 : Aller simple pour Manhattan
- 2013 : Don't Say Yes Until I Finish Talking